# Anastasios Chatzīgiovannīs
Anastasios Chatzīgiovannīs (in greco Αναστάσιος Χατζηγιοβάνης?; Mitilene, 31 maggio 1997) è un calciatore greco, attaccante dell'Omonia e della nazionale greca.

## Carriera

### Club
Cresciuto nel settore giovanile del Panathīnaïkos, ha debuttato in prima squadra il 3 novembre 2016, nel corso della partita di Europa League persa per 0-3 contro lo Standard Liegi, sostituendo al 77º minuto Giandomenico Mesto.

### Nazionale
Ha giocato nella nazionale greca Under-21.
Nel 2020 ha esordito nella nazionale maggiore.

## Statistiche

### Presenze e reti nei club
Statistiche aggiornate al 7 giugno 2023.
| Stagione             | Squadra              | Campionato           | Campionato | Campionato | Coppe nazionali | Coppe nazionali | Coppe nazionali | Coppe continentali | Coppe continentali | Coppe continentali | Altre coppe | Altre coppe | Altre coppe | Totale | Totale |
| Stagione             | Squadra              | Comp                 | Pres       | Reti       | Comp            | Pres            | Reti            | Comp               | Pres               | Reti               | Comp        | Pres        | Reti        | Pres   | Reti   |
| -------------------- | -------------------- | -------------------- | ---------- | ---------- | --------------- | --------------- | --------------- | ------------------ | ------------------ | ------------------ | ----------- | ----------- | ----------- | ------ | ------ |
| 2016-2017            | Panathīnaïkos        | SL                   | 6+3        | 0          | CG              | 5               | 1               | UEL                | 1                  | 0                  | -           | -           | -           | 15     | 1      |
| 2017-2018            | Panathīnaïkos        | SL                   | 17         | 0          | CG              | 4               | 0               | UEL                | 3                  | 0                  | -           | -           | -           | 24     | 0      |
| 2018-2019            | Panathīnaïkos        | SL                   | 26         | 4          | CG              | 3               | 0               | -                  | -                  | -                  | -           | -           | -           | 29     | 4      |
| 2019-2020            | Panathīnaïkos        | SL                   | 22+10      | 7+1        | CG              | 4               | 0               | -                  | -                  | -                  | -           | -           | -           | 36     | 8      |
| 2020-2021            | Panathīnaïkos        | SL                   | 23+6       | 1+2        | CG              | 2               | 0               | -                  | -                  | -                  | -           | -           | -           | 31     | 1      |
| 2021-2022            | Panathīnaïkos        | SL                   | 20+4       | 1+0        | CG              | 4               | 0               | -                  | -                  | -                  | -           | -           | -           | 28     | 1      |
| Totale Panathīnaïkos | Totale Panathīnaïkos | Totale Panathīnaïkos | 137        | 16         |                 | 22              | 1               |                    | 4                  | 0                  |             | -           | -           | 163    | 17     |
| 2022-2023            | Ankaragücü           | SL                   | 25         | 1          | CT              | 6               | 2               | -                  | -                  | -                  | -           | -           | -           | 31     | 3      |
| Totale carriera      | Totale carriera      | Totale carriera      | 162        | 17         |                 | 28              | 3               |                    | 4                  | 0                  |             | -           | -           | 194    | 20     |

### Cronologia presenze e reti in nazionale
| Cronologia completa delle presenze e delle reti in nazionale ― Grecia | Cronologia completa delle presenze e delle reti in nazionale ― Grecia | Cronologia completa delle presenze e delle reti in nazionale ― Grecia | Cronologia completa delle presenze e delle reti in nazionale ― Grecia | Cronologia completa delle presenze e delle reti in nazionale ― Grecia | Cronologia completa delle presenze e delle reti in nazionale ― Grecia | Cronologia completa delle presenze e delle reti in nazionale ― Grecia | Cronologia completa delle presenze e delle reti in nazionale ― Grecia |
| Data                                                                  | Città                                                                 | In casa                                                               | Risultato                                                             | Ospiti                                                                | Competizione                                                          | Reti                                                                  | Note                                                                  |
| --------------------------------------------------------------------- | --------------------------------------------------------------------- | --------------------------------------------------------------------- | --------------------------------------------------------------------- | --------------------------------------------------------------------- | --------------------------------------------------------------------- | --------------------------------------------------------------------- | --------------------------------------------------------------------- |
| 11-11-2020                                                            | Atene                                                                 | Grecia                                                                | 2 – 1                                                                 | Cipro                                                                 | Amichevole                                                            | -                                                                     |                                                                       |
| 15-11-2020                                                            | Chișinău                                                              | Moldavia                                                              | 0 – 2                                                                 | Grecia                                                                | UEFA Nations League 2020-2021 - 1º turno                              | -                                                                     | 78’                                                                   |
| 25-3-2022                                                             | Bucarest                                                              | Romania                                                               | 0 – 1                                                                 | Grecia                                                                | Amichevole                                                            | -                                                                     | 81’                                                                   |
| 28-3-2022                                                             | Podgorica                                                             | Montenegro                                                            | 1 – 0                                                                 | Grecia                                                                | Amichevole                                                            | -                                                                     | 61’                                                                   |
| 2-6-2022                                                              | Belfast                                                               | Irlanda del Nord                                                      | 0 – 1                                                                 | Grecia                                                                | UEFA Nations League 2022-2023 - 1º turno                              | -                                                                     | 69’                                                                   |
| 12-6-2022                                                             | Volo                                                                  | Grecia                                                                | 2 – 0                                                                 | Kosovo                                                                | UEFA Nations League 2022-2023 - 1º turno                              | -                                                                     | 46’                                                                   |
| 24-9-2022                                                             | Larnaca                                                               | Cipro                                                                 | 1 – 0                                                                 | Grecia                                                                | UEFA Nations League 2022-2023 - 1º turno                              | -                                                                     | 77’                                                                   |
| 27-9-2022                                                             | Atene                                                                 | Grecia                                                                | 3 – 1                                                                 | Irlanda del Nord                                                      | UEFA Nations League 2022-2023 - 1º turno                              | -                                                                     | 76’                                                                   |
| 17-11-2022                                                            | Ta' Qali                                                              | Malta                                                                 | 2 – 2                                                                 | Grecia                                                                | Amichevole                                                            | -                                                                     |                                                                       |
| 20-11-2022                                                            | Budapest                                                              | Ungheria                                                              | 2 – 1                                                                 | Grecia                                                                | Amichevole                                                            | -                                                                     | 68’                                                                   |
| 24-3-2023                                                             | Faro                                                                  | Gibilterra                                                            | 0 – 3                                                                 | Grecia                                                                | Qual. Euro 2024                                                       | -                                                                     | 86’                                                                   |
| 10-9-2023                                                             | Atene                                                                 | Grecia                                                                | 5 – 0                                                                 | Gibilterra                                                            | Qual. Euro 2024                                                       | -                                                                     | 84’                                                                   |
| 13-10-2023                                                            | Dublino                                                               | Irlanda                                                               | 0 – 2                                                                 | Grecia                                                                | Qual. Euro 2024                                                       | -                                                                     | 64’                                                                   |
| 7-9-2024                                                              | Il Pireo                                                              | Grecia                                                                | 3 – 0                                                                 | Finlandia                                                             | UEFA Nations League 2024-2025 - 1º turno                              | -                                                                     | 46’                                                                   |
| 10-9-2024                                                             | Dublino                                                               | Irlanda                                                               | 0 – 2                                                                 | Grecia                                                                | UEFA Nations League 2024-2025 - 1º turno                              | -                                                                     | 67’                                                                   |
| Totale                                                                |                                                                       | Presenze                                                              | 15                                                                    |                                                                       | Reti                                                                  | 0                                                                     |                                                                       |

## Palmarès

### Club

#### Competizioni nazionali
- Coppa di Grecia: 1

Panathīnaïkos: 2021-2022